# Фонтан «Путти»
Фонтан «Путти» (нем. Puttenbrunnen) — исторический фонтан, расположенный в городе Калининграде (до 1945 года — Кёнигсберг).

## История
Название фонтана происходит от итальянского слова «puttо», что означает «младенцы» (см. Путто). Памятник представляет собой композицию из держащихся за руки четырёх кудрявых ангелов. Фигуры выполнены из ракушечника.
Фонтан был создан в 1908 году немецким скульптором, профессором Кёнигсбергской академии художеств, Станиславом Кауэром. Помимо фонтана, в Калининграде сохранились и другие работы скульптора: барельефы на зданиях (полицейский президиум, академия художеств и другие) и скульптуры («Нимфа», «Мать и дитя», памятник Шиллеру и другие).
На проводившейся в 1912 году в городе Позен (ныне Познань, Польша) международной выставке фонтанов (нем. Internationale Springbrunnenmessese) работа Кауэра заняла первое место. Жители Позена хотели купить фонтан, но Кауэр предпочёл подарить фонтан Кёнигсбергу.
Первоначально фонтан был расположен рядом с гауптвахтой Кёнигсбергского замка, где пережил авианалёты британской авиации на город в 1944 году. 
После войны фонтан был перенесён во двор Университетской больницы на Друммштрассе 25-29 (ныне — Портовая больница на ул. Больничной, 34-38). За время многолетнего нахождения на территории больницы фонтан не реставрировался и пришел в упадок.
Постановлением Правительства Калининградской области от 23 марта 2007 года № 132 фонтану присвоен статус объекта культурного наследия регионального значения, подтвержденный впоследствии Постановлением Правительства Калининградской области от 24 декабря 2009 года № 799.
С 2010 года фонтан состоит на балансе Музея Мирового океана и находится на его территории, в ландшафтном парке «Старый порт». В 2011 году завершилась комплексная реставрация памятника. Стоимость реставрации составила 23 165 000 рублей. Фонтан был восстановлен по архивным фотографиям петербургской мастерской «Наследие».
Фонтан является действующим. Каждую весну, в последний день апреля, музей проводит торжественное открытие сезона фонтанов.
Рядом с фонтаном в музее с 2015 года выставляется еще одна знаменитая работа Кауэра — копия рельефа «Гениус», хранящегося в Художественной галерее Калининграда.